# 莫愁

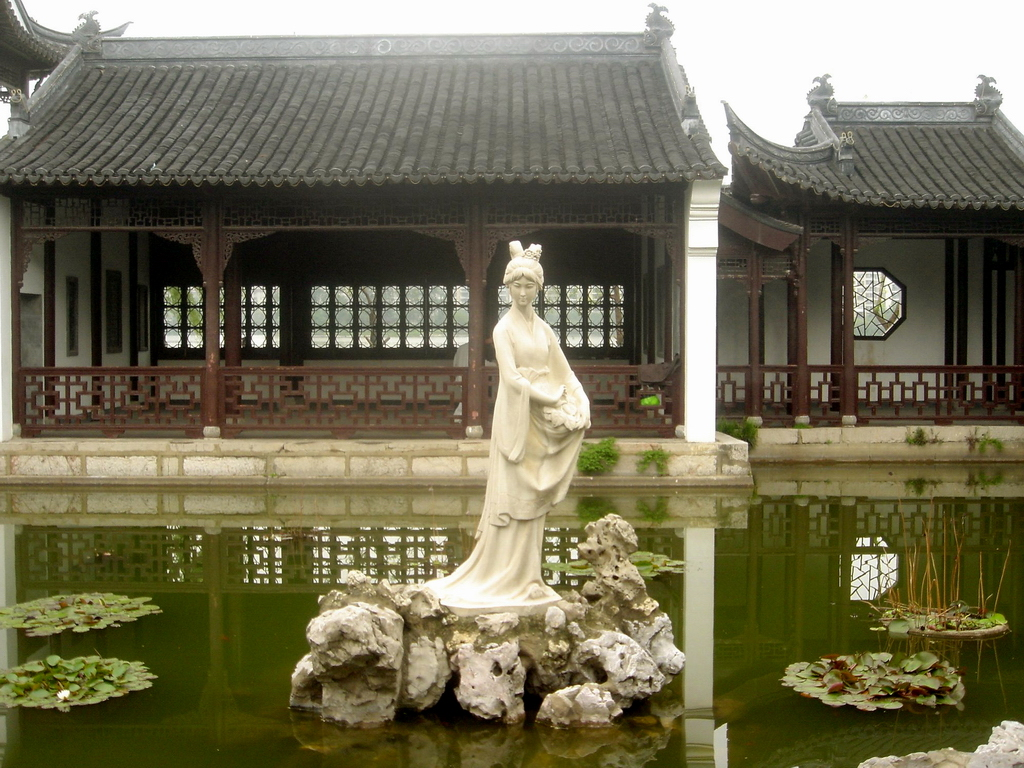
南京莫愁湖中的莫愁女塑像

莫愁，是古樂府中所记载的歌妓。一说為石城（今湖北鐘祥）人，《樂府詩集》所收《莫愁樂》說：「莫愁在何處？莫愁石城西。」南朝陳智匠《古今樂錄》：「石城西有女子名莫愁，善歌謠。」另一说為洛陽人，梁武帝《河中之水歌》：「河東之水向東流，洛陽女兒名莫愁。十五嫁為盧家婦，十六生兒字阿侯。」